# Sethiathoppu
Sethiathoppu es una ciudad y nagar Panchayat situada en el distrito de Cuddalore en el estado de Tamil Nadu (India). Su población es de 8824habitantes (2011).

## Demografía
Según el censo de 2011 la población de Sethiathoppu era de 8824 habitantes, de los cuales 4498 eran hombres y 4326 eran mujeres. Sethiathoppu tiene una tasa media de alfabetización del 81,88%, superior a la media estatal del 80,09%: la alfabetización masculina es del 87,34%, y la alfabetización femenina del 76,33%.